# Bát Bất Hãn
Bát Bất Hãn (tiếng Hoa: 八不罕; tiếng Mông Cổ: Бабухан; ? - ?) là chính thất Hoàng hậu của Nguyên Thái Định Đế hay Nguyên Tấn Tông Dã Tôn Thiết Mộc Nhi, Hoàng đế thứ sáu của triều Nguyên trong lịch sử Trung Quốc.
Bà là Hoàng thái hậu nhiếp chính dưới thời cai trị ngắn của con bà, Nguyên Thiên Thuận Đế A Tốc Cát Bát. Trong hậu cung nhà Nguyên, bà là Hoàng hậu đầu tiên và là một trong hai vị Hoàng hậu duy nhất được ghi nhận nhiếp chính dưới thời Tân đế, người kia là Bốc Đáp Thất Lý, Hoàng hậu của Nguyên Văn Tông Đồ Thiếp Mục Nhi.

## Tiểu sử
Bát Bất Hãn xuất thân tộc Hoằng Cát Lạt thị (弘吉剌氏), cha là Oát Lưu Sát Nhi (斡留察兒), hậu duệ của Án Trần. Không rõ năm gả cho Thái Định Đế, chỉ biết năm Diên Hữu thứ 7 (1320) bà sinh Trưởng tử A Tốc Cát Bát (sau là Nguyên Thiên Thuận Đế).
Năm Thái Định nguyên niên (1323), bà được lập Hoàng hậu và nhận sách bảo, trở thành Trung cung Hoàng hậu. Năm Trí Hòa nguyên niên (1328), Thái Định Đế đột ngột băng hà trong chuyến tuần du ở Thượng Đô, triều chính rơi vào tay Đảo Thích Sa và Hoàng hậu. Đảo Thích Sa đưa A Tốc Cát Bát kế vị, tức Nguyên Thiên Thuận Đế. Bà trở thành Hoàng thái hậu nhiếp chính vì khi này Tân đế mới 8 tuổi. 
Tuy nhiên, cuộc nổi dậy của phe đối nghịch với Thái Định Đế nổi lên, họ bất mãn với trợ thủ đắc lực của Tiên đế là Đảo Thích Sa. Tháng thứ tám, Yên Thiếp Mộc Nhi tiến hành đảo chính, kêu gọi triều đình tôn con thứ của Nguyên Vũ Tông là Đồ Thiếp Mộc Nhi làm Hoàng đế, tức Nguyên Văn Tông. Ông đăng cơ ở Đại Đô cùng lúc Thiên Thuận Đế kế vị ở Thượng Đô. Chiến tranh hai đô vì thế diễn ra, phe Thượng Đô bại trận.
Thiên Thuận Đế bị bắt cóc, sau đó mất tích hoặc bị giết. Bát Bất Hãn Hoàng hậu và các phi tần của Thái Định Đế bị Yên Thiếp Mộc Nhi đưa về làm thê thiếp. Có lẽ vì tái giá nên bà không có thụy hiệu Hoàng hậu.